# Livistona drudei
Espèce
Statut de conservation UICN

 EN A1c : En danger
Livistona drudei est une espèce de plantes de la famille des Arecaceae.

## Publication originale
- Botanische Jahrbücher für Systematik, Pflanzengeschichte und Pflanzengeographie 16(39): 11. 1893.